# Cy Jung
Pour les articles homonymes, voir Jung.
Cy Jung (née Cécyle Jung en 1963) est une écrivaine française.
Elle est l'autrice de nombreux romans et nouvelles dont le désir lesbien est l'essence. Elle a aussi écrit un témoignage critique, Tu vois ce que je veux dire, qui vise à mieux faire connaître l'albinisme et la basse vision. Un roman, Kito Katoka, publié en 2021, traite également de ces questions.
Elle mène en parallèle une lutte active contre l'hétérosexisme, la lesbophobie, le validisme et toutes les formes d'exclusion et de discrimination. Depuis 2019, elle agit pour l'accès à la citoyenneté des personnes handicapées et l'accessibilité numérique contre la toute-puissance de la communication par le visuel.
En juin 2022, elle est la première assesseure basse vision avec un cahier d'émargement adapté. À ce titre et en récompense de ses nombreux engagements citoyens (elle est représentante bénévoles du Médiateur de la Ville depuis 2019, Volontaire de Paris, Volontaire du climat…) elle a reçu le 19 avril 2023 la médaille de bronze de la ville de Paris.
Elle reçoit en février 2009 un prix d'Honneur pour l'ensemble de son œuvre lors de la remise du prix du Roman lesbien 2008. 

En juin 2009, sa nouvelle Le râteau, reçoit le premier prix dans la catégorie « Auteurs ayant déjà publié » du concours de nouvelles « Dire le non visuel » organisé par le GIAA et le Cinal dans le cadre des commémorations du bicentenaire de la naissance de Louis Braille.